# XXXI symfonia (KV 297, KV 300a)
XXXI Symfonia D-dur (KV 297/300a) − symfonia skomponowana przez Wolfganga Amadeusa Mozarta w 1778 podczas nieudanego wyjazdu kompozytora do Paryża (zmarła mu wówczas matka, a publiczność w większej mierze była obojętna na jego dzieła). Zwana Paryską. Jest jedną z najlepszych symfonii Mozarta.
Premiera odbyła się 12 czerwca 1778 w Paryżu.

## CzęściSymfonii
1. Allegro assai, 4/4
2. Andante, 3/4
3. Allegro, 2/2

## Instrumentacja
- 2 flety
- 2 oboje
- 2 fagoty
- 2 klarnety
- 2 rogi
- trąbki
- kotły
- kwintet smyczkowy